# Apallates convexus
Apallates convexus är en tvåvingeart som först beskrevs av Friedrich Hermann Loew 1866.  Apallates convexus ingår i släktet Apallates och familjen fritflugor. Inga underarter finns listade i Catalogue of Life.